# Natalia Guseva
Natalia Evgenevna Murashkevich (nome de solteira: Guseva; Moscovo, 15 de fevereiro de 1972) é uma atriz russa.
Ficou célebre por atuar no cinema russo (como Natasha Guseva) em vários filmes para crianças e adolescentes. Tornou-se popular aos treze anos de idade com a telessérie O hóspede do futuro (1985). Seu último papel no cinema foi em 1988.

## Filmografia
- Opasnye Pust'aki (1983);
- Um Hóspede do Futuro (1985);
- Gonka veka (1986);
- Lilovyy shar (1987);
- Volya vselennoy (1988).